# MMR未確認飛行物体
- MMR マガジンミステリー調査班 > MMR未確認飛行物体
- 木曜の怪談 > MMR未確認飛行物体

『MMR未確認飛行物体』（エムエムアールみかくにんひこうぶったい）は、フジテレビ系列で毎週木曜夜8時台に1996年4月から9月までの半年間に「木曜の怪談」第2シーズン内で放送された特撮シリーズである。
1996年12月5日、12月12日には「木曜の怪談 MMR未確認飛行物体SP ノストラダムスの大予言」というスペシャル版が放映された。
MMRとは、「Magazine Mystery Reportage」の略語。
ソフト化（VHS）がされたがスペシャル版のみソフト化されていない。

## スタッフ
- 原案：石垣ゆうき（『MMR マガジンミステリー調査班』）
- 脚本：野尻靖之、笹生八穂子、武上純希
- 演出：田島大輔、山本一男、長江俊和
- 音楽：ザ・サーフコースターズ、蓜島邦明
- オープニングナレーション：森山周一郎
- ナレーション：銀河万丈
- プロデュース：和田行
- CG：スタジオ美峰

## キャスト
踝透（中山秀征）
ファッション雑誌の記者だったが異動でMMRへ。お調子者で、電話に出るときは「絶好調の踝」と名乗る。情に厚い熱血漢でもあり、毎回ゲストのために奔走した。超常現象に対しては否定派で皇と対立するが、さまざまな事件を通して徐々に真実に近づき、ついにはグレイと直接対決する。
皇一行（細川茂樹）
MMRの記者。超常現象についての知識が深く、メカにも強い。行方不明になった妹がおり、グレイとの関係を調べ続けている。クールな性格で、初めは踝を小馬鹿にするような態度を見せるが、次第に信頼し友情で結ばれていく。
山下剛（関口知宏）
MMRのカメラマン。アルバイト。明るく人懐こい性格で、踝にも良く懐いている。食いしん坊なのか、編集部内でよく飲み食いをしている。スペシャル版ではグレイに憑依されてしまった。
佐藤寿一郎（松尾貴史）
スーパーマガジン編集部の副編集長。副編と呼ばれている。ひそかに編集長の座を狙っているらしい。締め切りと読者の反応を気にしてMMRの記者たちをけしかける。その一方で記者たちの人柄に理解があり、皇の過去も知っている。
小林奈津季（近藤サト）
科学雑誌の記者。踝と同期で、彼からは「ナツキ」と呼び捨てにされている。博識な才女で、MMRと合同で取材をすることもあり、時には彼女の言葉がヒントとなる。
青谷真弓（原千晶）
MMRのアイドル的存在。皇にほのかな思いを抱いている。
池田見栄子（築山万有美）

サヤカ（立河宜子）
栄談社の社内にあるカフェバー・らくまくの店員。お色気天然キャラクター。踝や皇がしょっちゅう訪れており、彼らの話に耳を傾けつつ的外れな返答でずっこけさせたりしている。

## メモ
- 漫画をベースとしているものの、登場人物は原作と異なり、ドラマ独自の設定と展開。
- 毎回さまざまな超常現象が起きるが、その過程で必ずUFO＝未確認飛行物体が現れるシーンがあり、事件の背景に宇宙人グレイの存在があることを匂わせている。
- グレイの現れるところには電磁波が多く発生するらしく、皇は常に電磁波探知機を持ち歩いている。彼が重々しく口にする「電磁波だ・・・」は決め台詞のように使われていた。
- 最終回には原作者の石垣ゆうきが描いたMMRの面々が原稿として劇中に登場。また、スペシャル版ではカラーのポスターが編集部内に貼られているシーンがある。

## サブタイトル
参照宇宙船YB 1997, p. 67
| 話数       | 放送日        | サブタイトル                                       | 脚本       | 演出              | ゲスト                   |
| ---------- | ------------- | -------------------------------------------------- | ---------- | ----------------- | ------------------------ |
| 1          | 1996年4月18日 | 天使を見た少女                                     | 武上純希   | 田島大輔          | 宇梶剛士                 |
| 2          | 4月25日       | ヒーリングパワーの謎                               | 野尻晴之   | 田島大輔          | 阿部寛 田中広子 ルー大柴 |
| 3          | 5月9日        | エイリアンベイビー                                 | 楠本ひろみ | 澤田鎌作          | 山口紗弥加               |
| 4          | 5月23日       | キャトルミューティレーション                       | 武上純希   | 澤田鎌作          | 高樹澪                   |
| 5          | 5月30日       | 写れ念写の謎                                       | 小中千昭   | 田島大輔          | いかりや長介             |
| 6          | 6月06日       | 遺伝子操作                                         | 武上純希   | 田島大輔          | 黒田勇樹                 |
| 7          | 6月13日       | 最後の予言                                         | 野尻晴之   | 澤田鎌作          | 京本政樹                 |
| 8          | 6月20日       | シンクロニシティ                                   | 葉山陽一郎 | 澤田鎌作          | 中野英雄                 |
| 9          | 6月27日       | 臨死体験                                           | 楠本ひろみ | 山本一男          |                          |
| 10         | 7月18日       | UFO墜落 前編                                       | 武上純希   | 田島大輔          | 堀内正美 永堀剛敏        |
| 11         | 7月25日       | UFO墜落 後編                                       | 武上純希   | 田島大輔          | 堀内正美 永堀剛敏        |
| 12         | 8月1日        | 宇宙から還った男                                   | 楠本ひろみ | 長江俊和          | 長谷川初範               |
| 13         | 8月29日       | 蘇る死体                                           | 野尻晴之   | 山本一男          | 松重豊 神保悟志          |
| 14         | 9月05日       | 超能力教室                                         | 笹生八稲子 | 長江俊和          | 吉野真弓                 |
| 15         | 9月12日       | 地球最後の日                                       | 武上純希   | 田島大輔          | 前田亜季 伊藤淳史        |
| スペシャル |               |                                                    |            |                   |                          |
| [ 注 1 ]   | 7月11日       | スペシャル『神隠し』                               | 武上純希   | 木下高男 田島大輔 | 『怪奇倶楽部』のメンバー |
|            | 12月5日       | 完結篇スペシャル『ノストラダムスの大予言（前編）』 | 武上純希   | 田島大輔          |                          |
|            | 12月12日      | 完結篇スペシャル『ノストラダムスの大予言（後編）』 | 武上純希   | 田島大輔          |                          |

## テーマ曲
- オープニング・テーマ

　　ザ・サーフコースターズ『アストラル・サークル』（第1話 - 第15話、スペシャル）
- エンディング・テーマ

　　オイスターズ『SO SERIOUS がむしゃらな恋』（第1話 - 第15話）
　　THE YELLOW MONKEY『楽園』（スペシャル）